# Palmse
Koordinaten: 59° 30′ 46″ N, 25° 57′ 22″ O
Palmse (estnisch Palmse mõis) ist ein ehemals deutsch-baltisches Landgut in Estland. Es liegt etwa 80 km östlich der Hauptstadt Tallinn im Nationalpark Lahemaa.

## Geschichte

### Zeitraum vor 1991

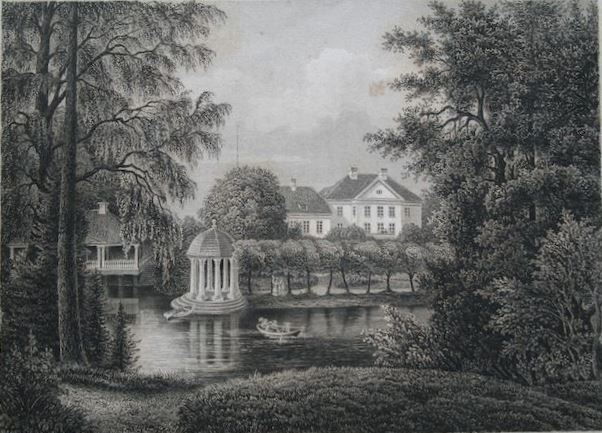
Das Gut um 1867

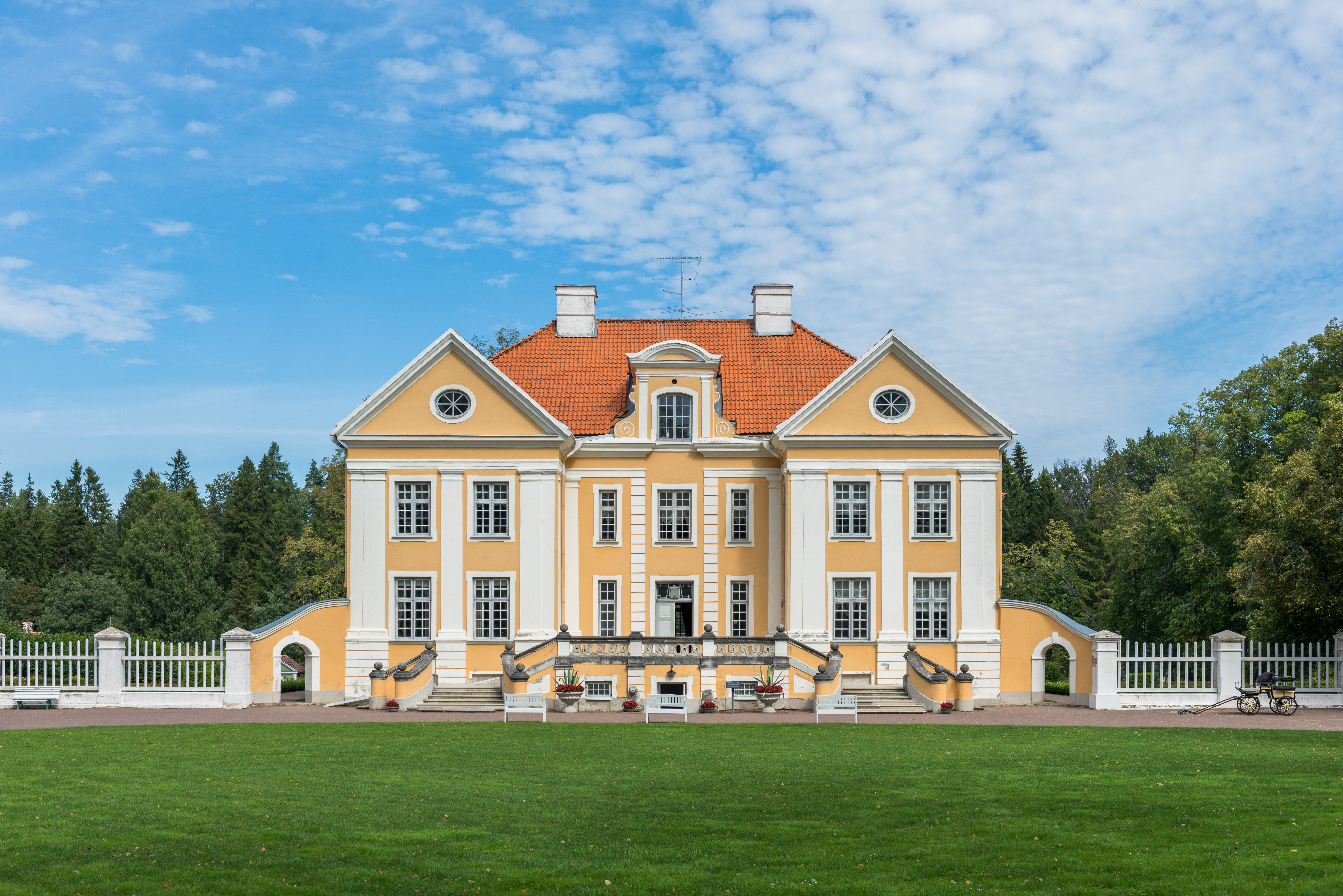
Gutshaus Palmse (Vorderfront)

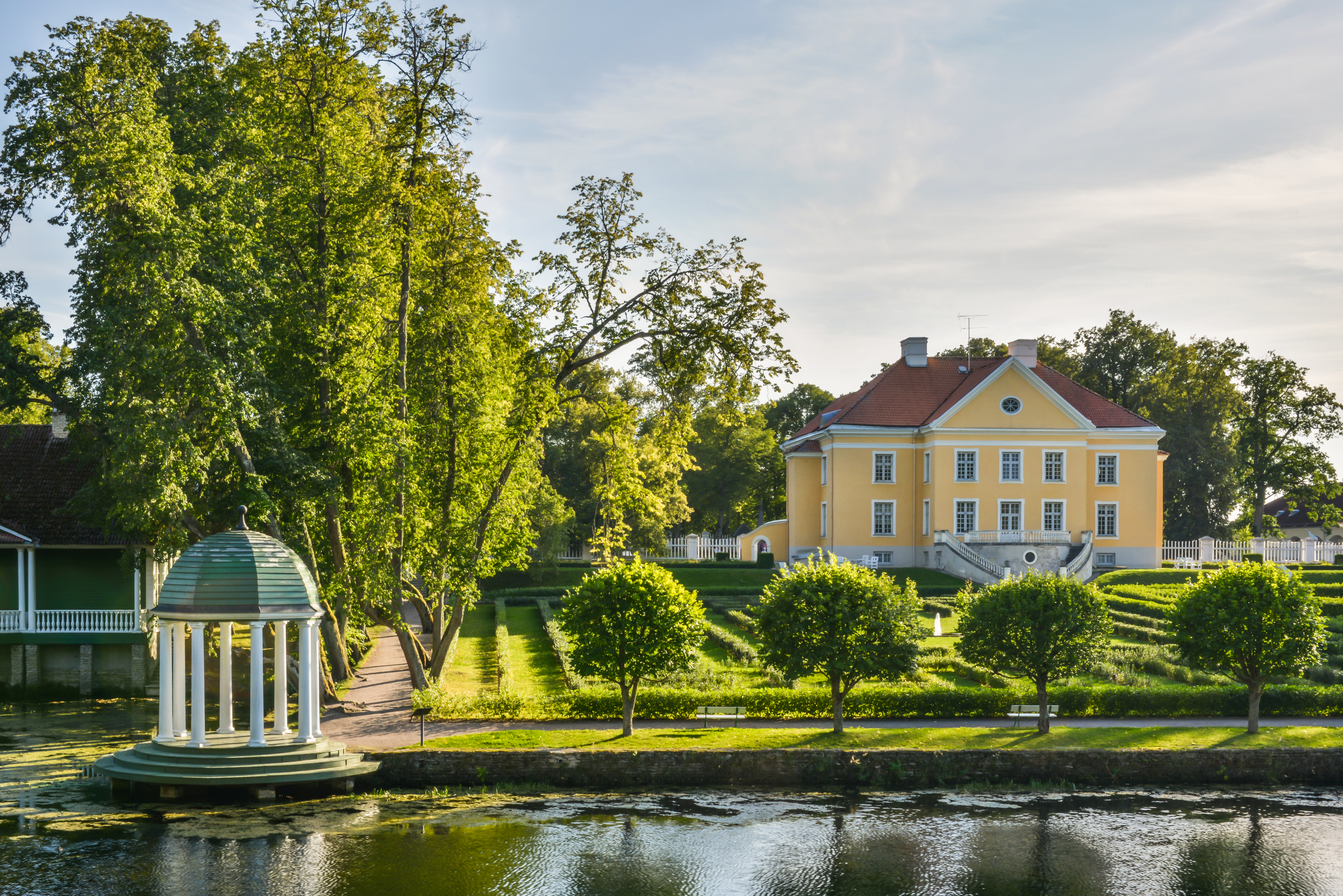
Rückfront mit dem anschließenden Garten und dem Weiher

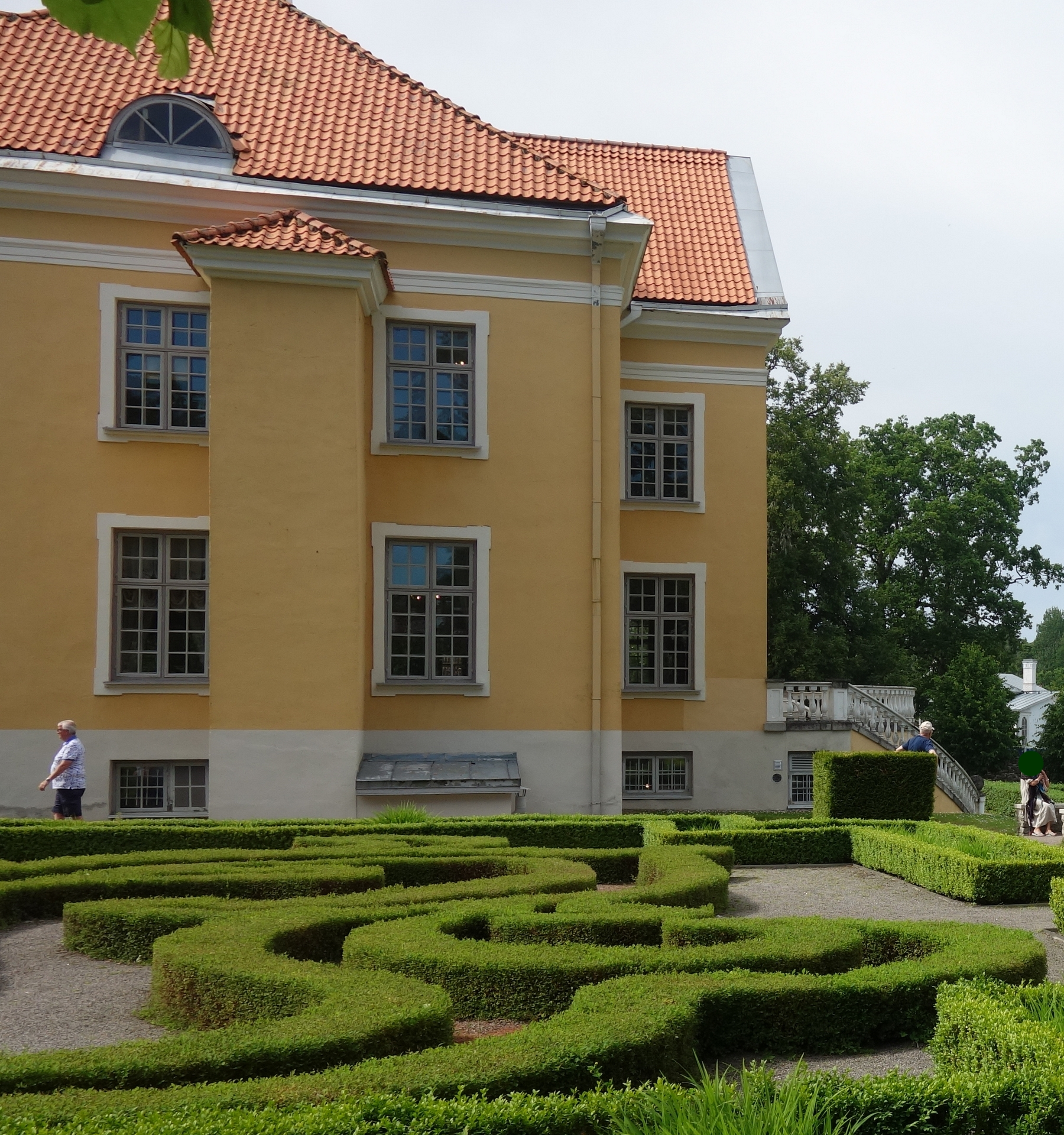
Geschwungene Heckengestaltung an der Seitenfront des Herrenhauses

Das Areal des ehemaligen Landgutes befand sich vom 13. Jahrhundert bis 1510 im Besitz des St. Michaeli-Nonnenkloster zu Tallinn. Danach wechselte es mehrmals seinen Eigentümer und gelangte 1522 an die Familie von Metztacken. 1677 gelangte das Gut durch Heirat an die deutsch-baltische Familie von der Pahlen. Ende des 17. Jahrhunderts wurde mit dem Bau eines repräsentativen Herrenhauses begonnen, das seine heutige Gestalt im 19. Jahrhundert erhielt. Um das Herrenhaus wurde ein Park angelegt, der zunächst nach französischem Vorbild gestaltet wurde. Später wurde der Park auf 18 Hektar vergrößert und erhielt den Charakter eines englischen Landschaftsparks. Das Gut wurde nach dem Ende des Ersten Weltkriegs und nach Gründung des unabhängigen Staates Estland im Zuge der Auflösung der Landgüter 1919 enteignet. Bis zum Zweiten Weltkrieg beherbergte das Herrenhaus ein Erholungsheim des estnischen Schutzbundes Kaitseliit. In der Zeit der ersten Unabhängigkeit und später nach der Einverleibung als Estnische Sozialistische Sowjetrepublik in die Sowjetunion wurden die ehemaligen Gutsgebäude und Ländereien unterschiedlichen Verwendungszwecken zugeführt, wobei die Erhaltung der Bausubstanz nur eine untergeordnete bis gar keine Rolle spielte.

### Zeitraum seit 1971
Als 1971 der Nationalpark Lahemaa als erster Nationalpark der Sowjetunion gegründet wurde, um die nordestnische Landschaft, das dortige Ökosystem und die Artenvielfalt als estnisches Erbe zu erhalten, beabsichtigte man von Anfang an, nicht nur das natürliche, sondern auch das lokale historische und kulturelle Erbe der Region zu bewahren. Bereits 1972 setzte die schrittweise Instandsetzung der erhaltenen und die Rekonstruktion der verlorenen Bauten des Gutes ein.
Die Gebäude, neben dem Herrenhaus unter anderem auch die Orangerie, die Schnapsbrennerei und die Stallungen wurden nach und nach aufwendig saniert und restauriert. Der Gutspark erhielt seine frühere Gestalt zurück. Der gesamte Komplex befindet sich unter staatlicher Verwaltung. Die Gestaltung und Möblierung der Innenräume des Herrenhauses erinnern an das Leben der Familie von der Pahlen. In den ehemaligen Kavaliershäusern ist das Besucherzentrum des Lahemaa-Nationalparks untergebracht. Die frühere Schnapsbrennerei wurde in ein Hotel mit Restaurant umgestaltet.

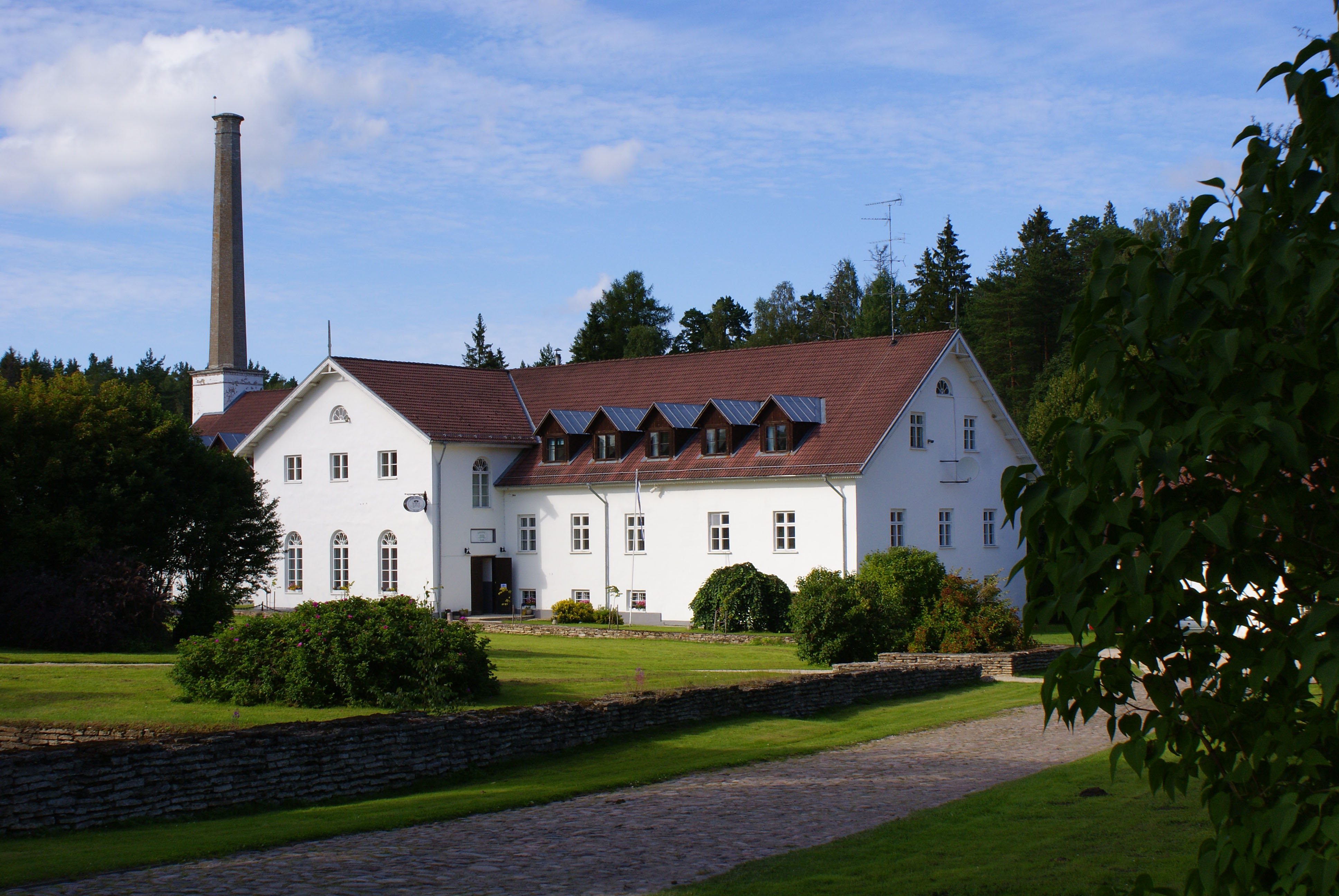
Schnapsbrennerei
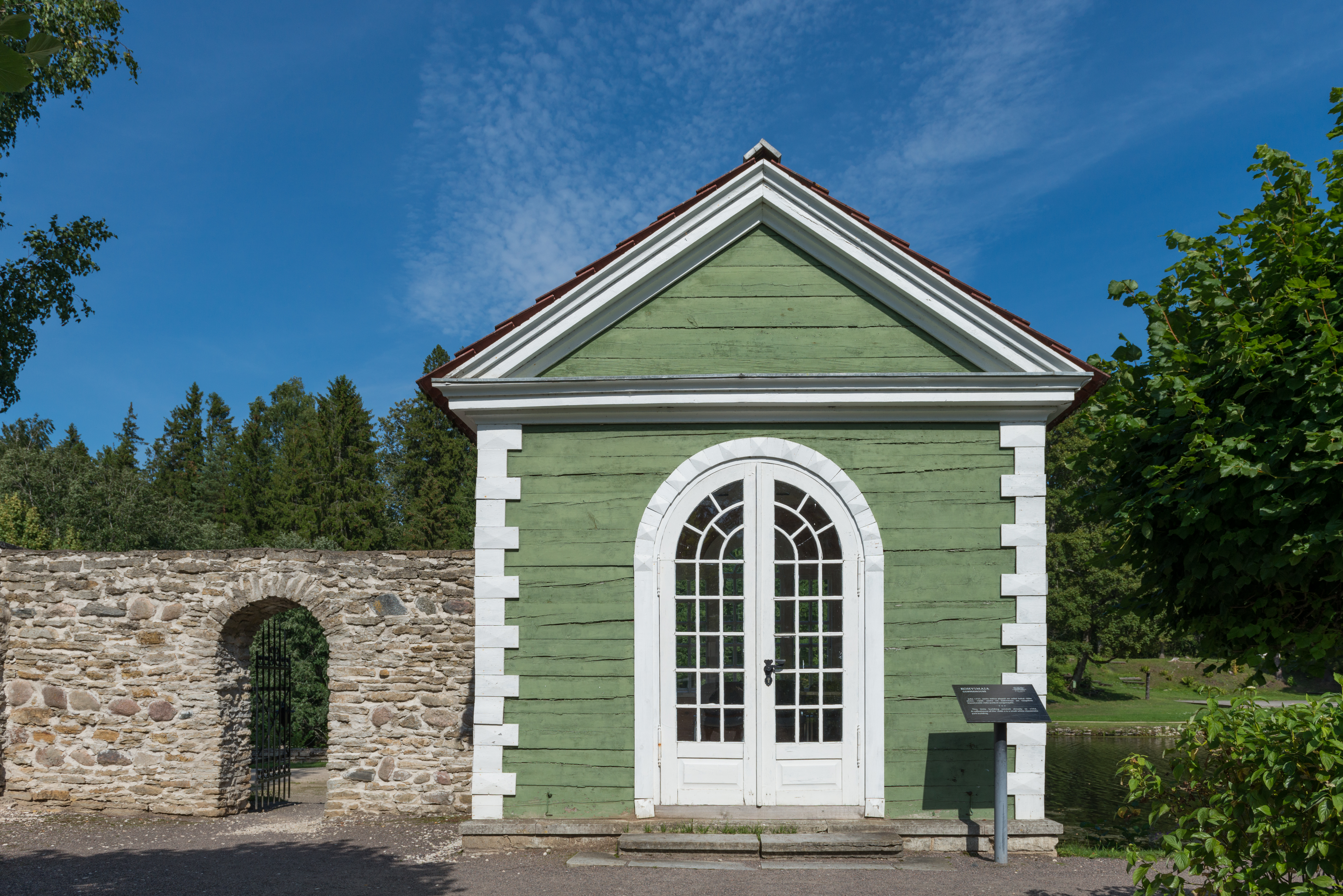
Kaffeehaus
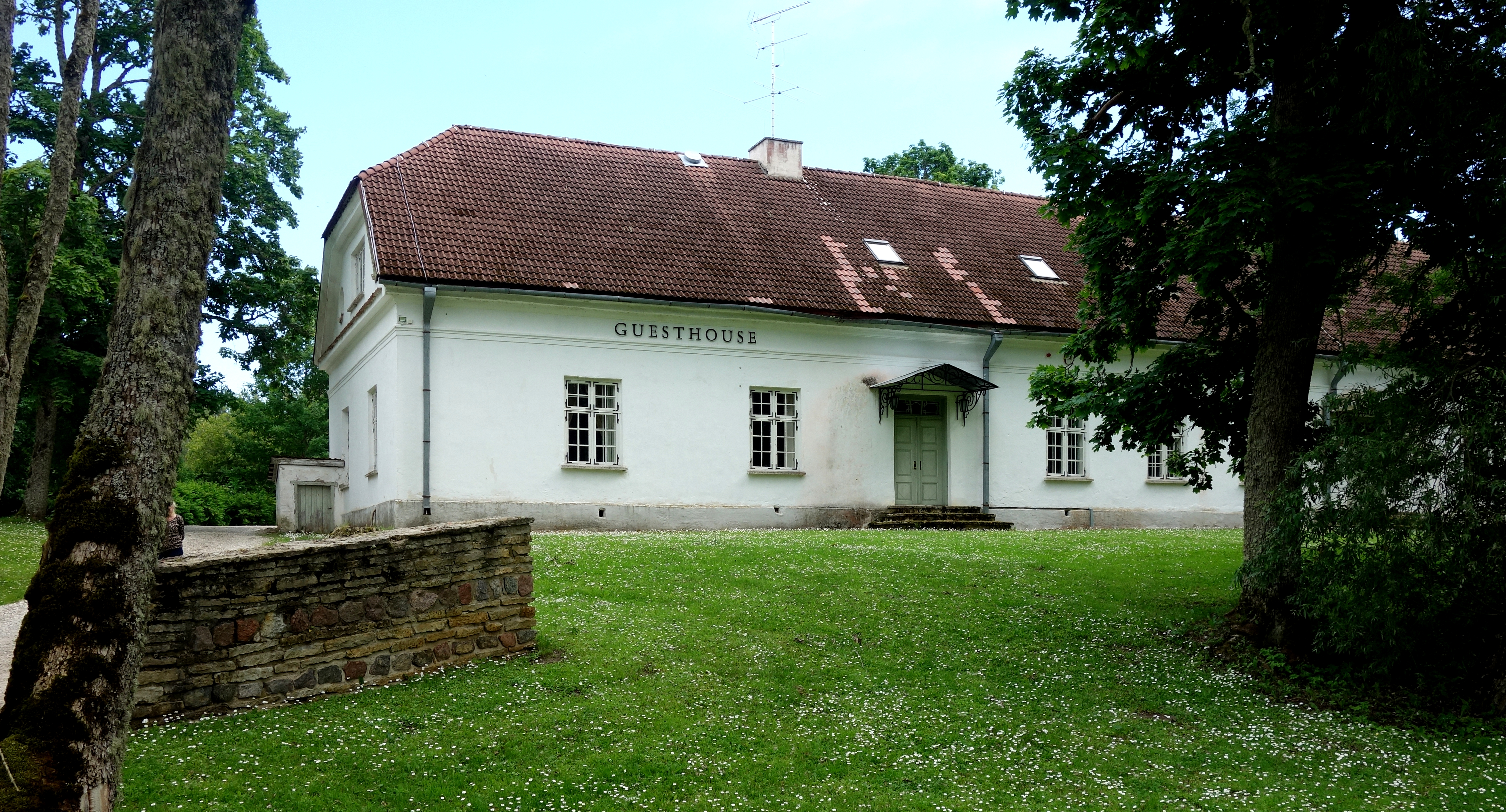
Gästehaus
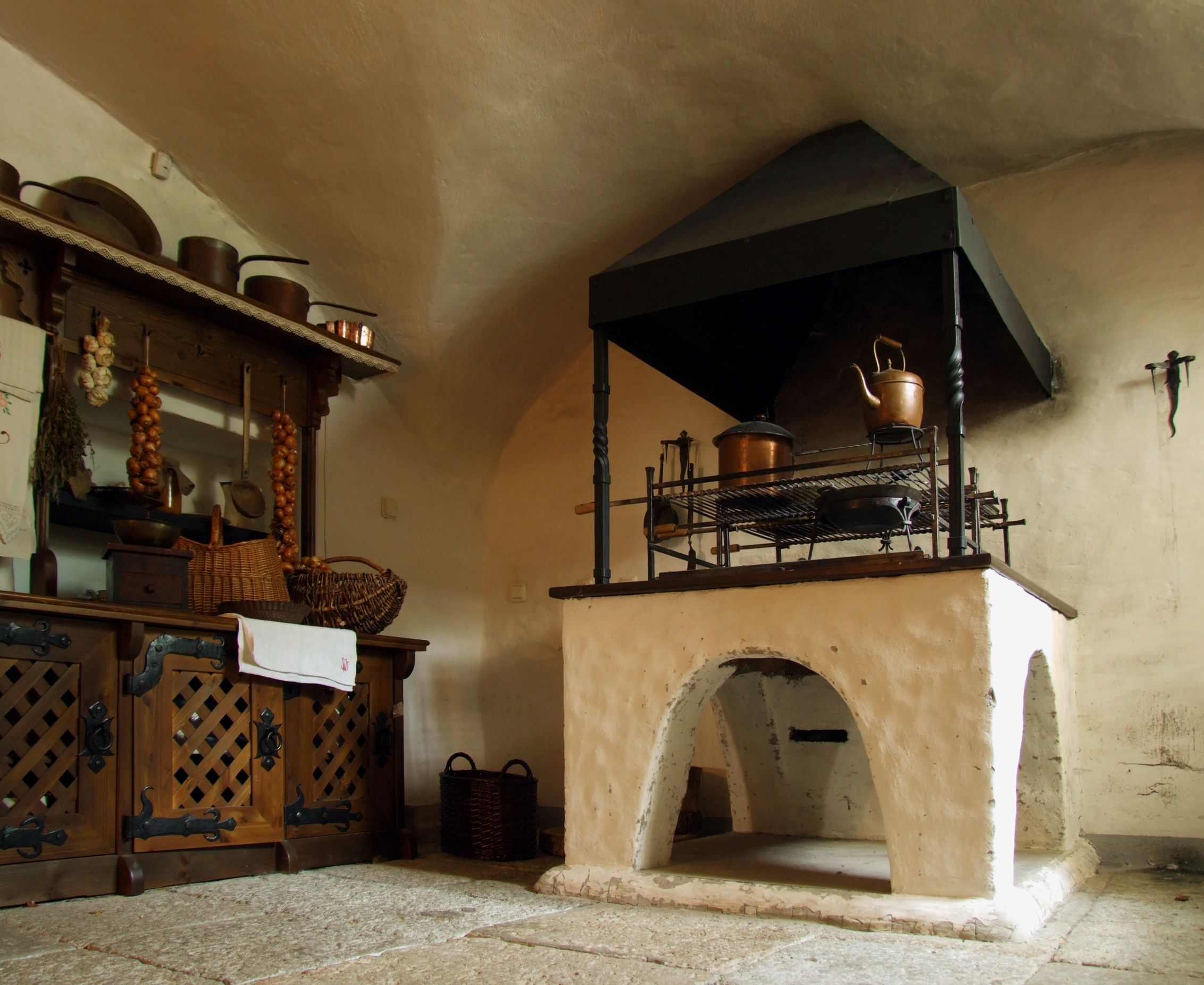
Küche
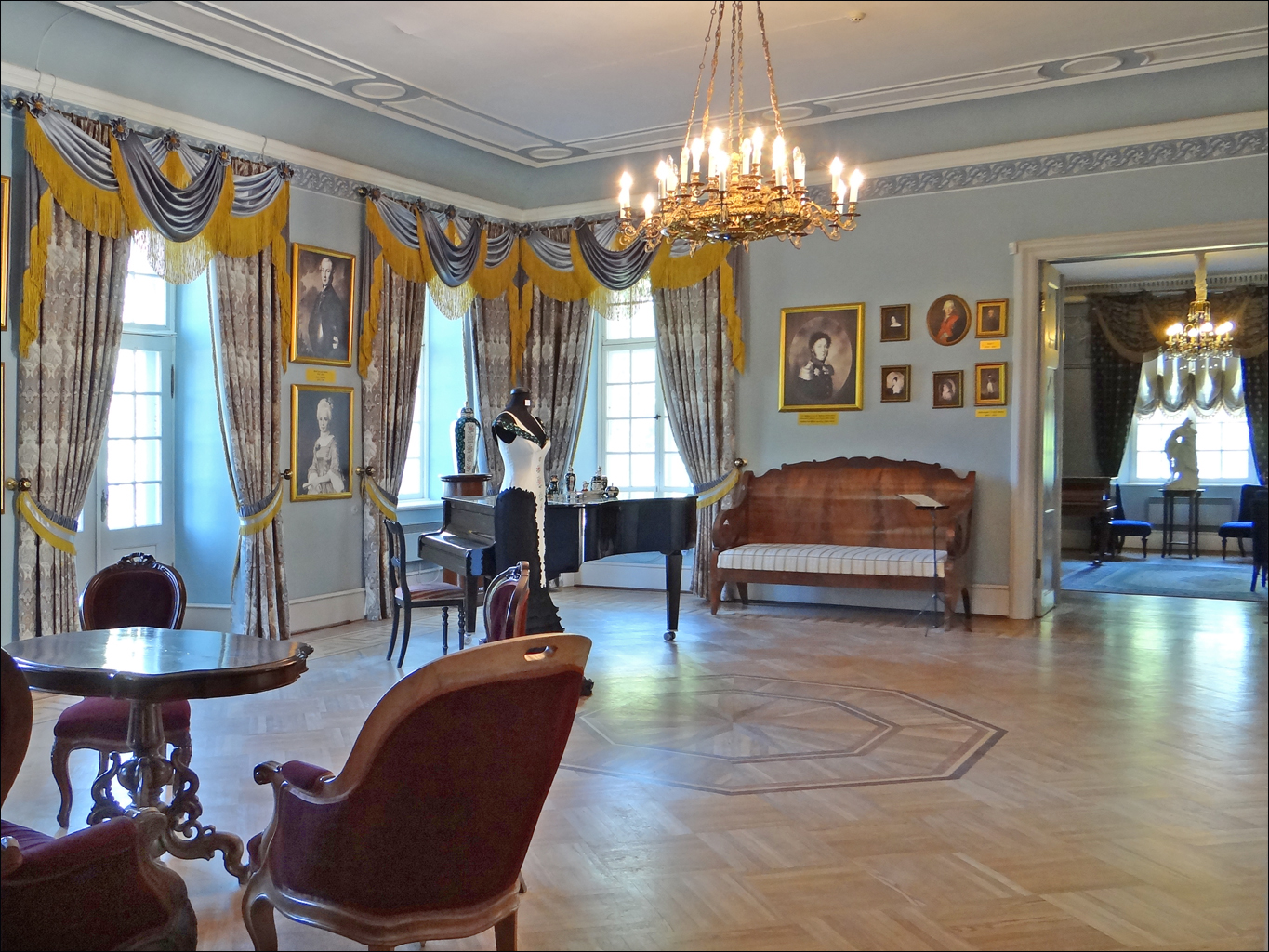
Innenräume
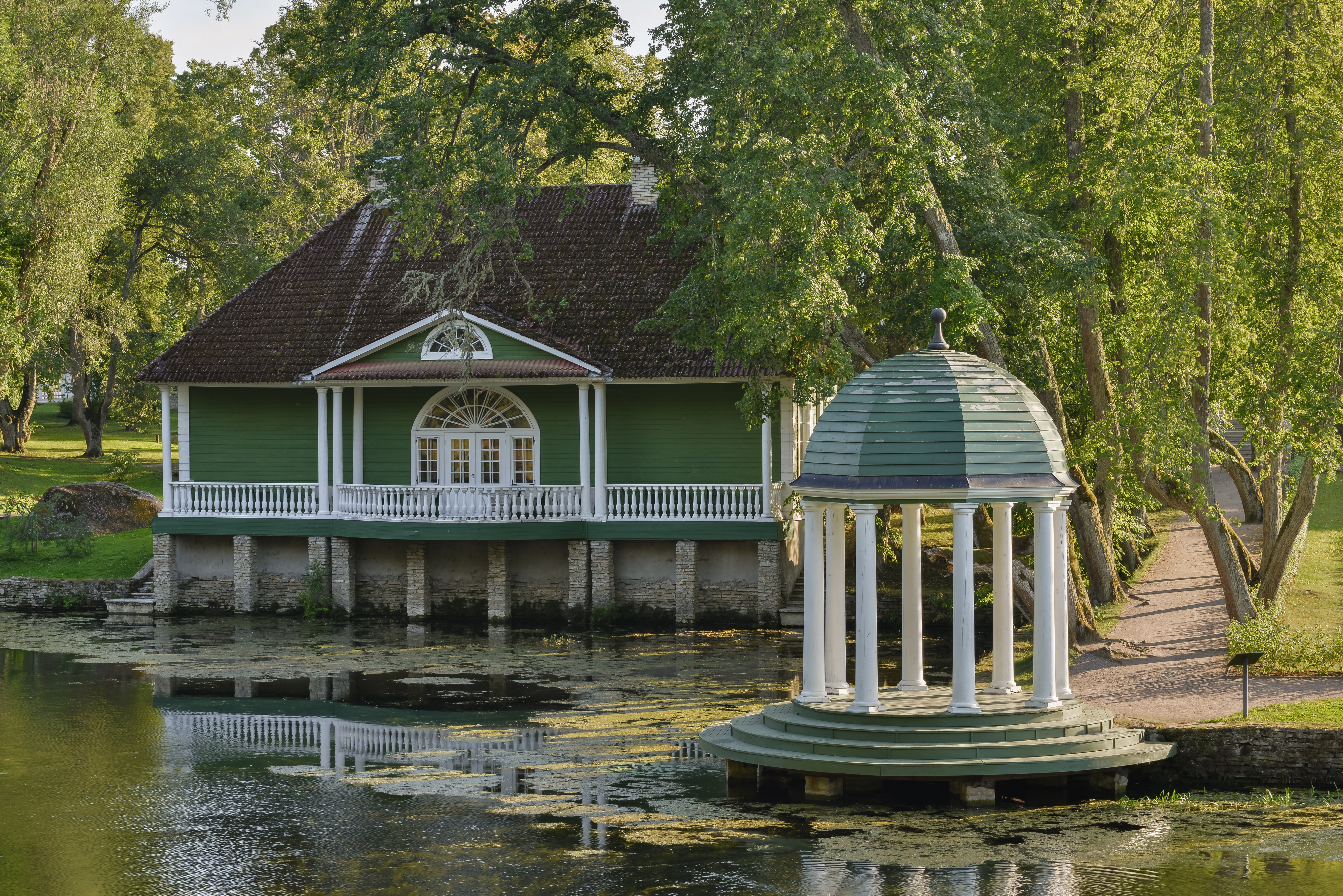
Bootshaus mit Tempel
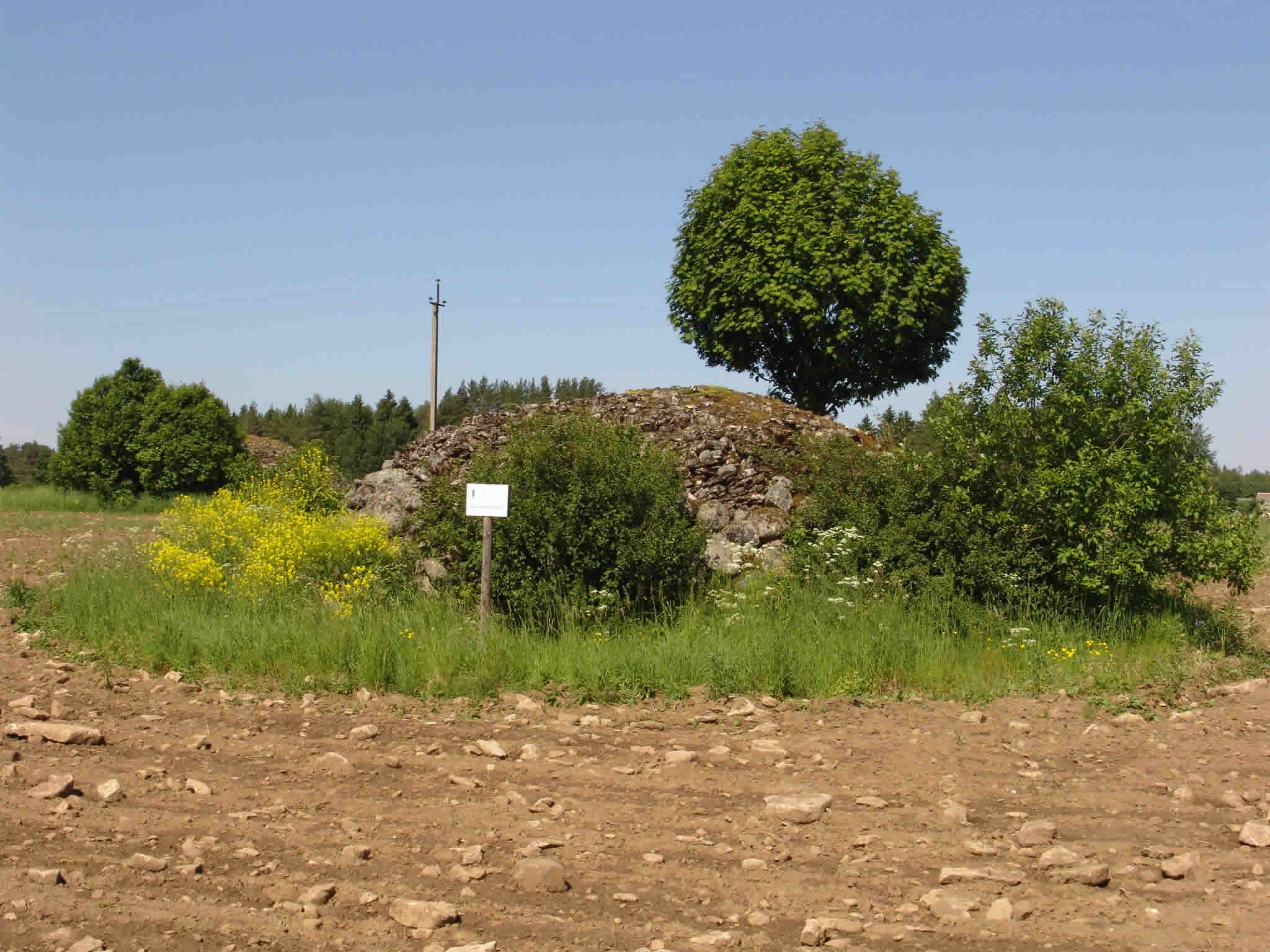
Röse
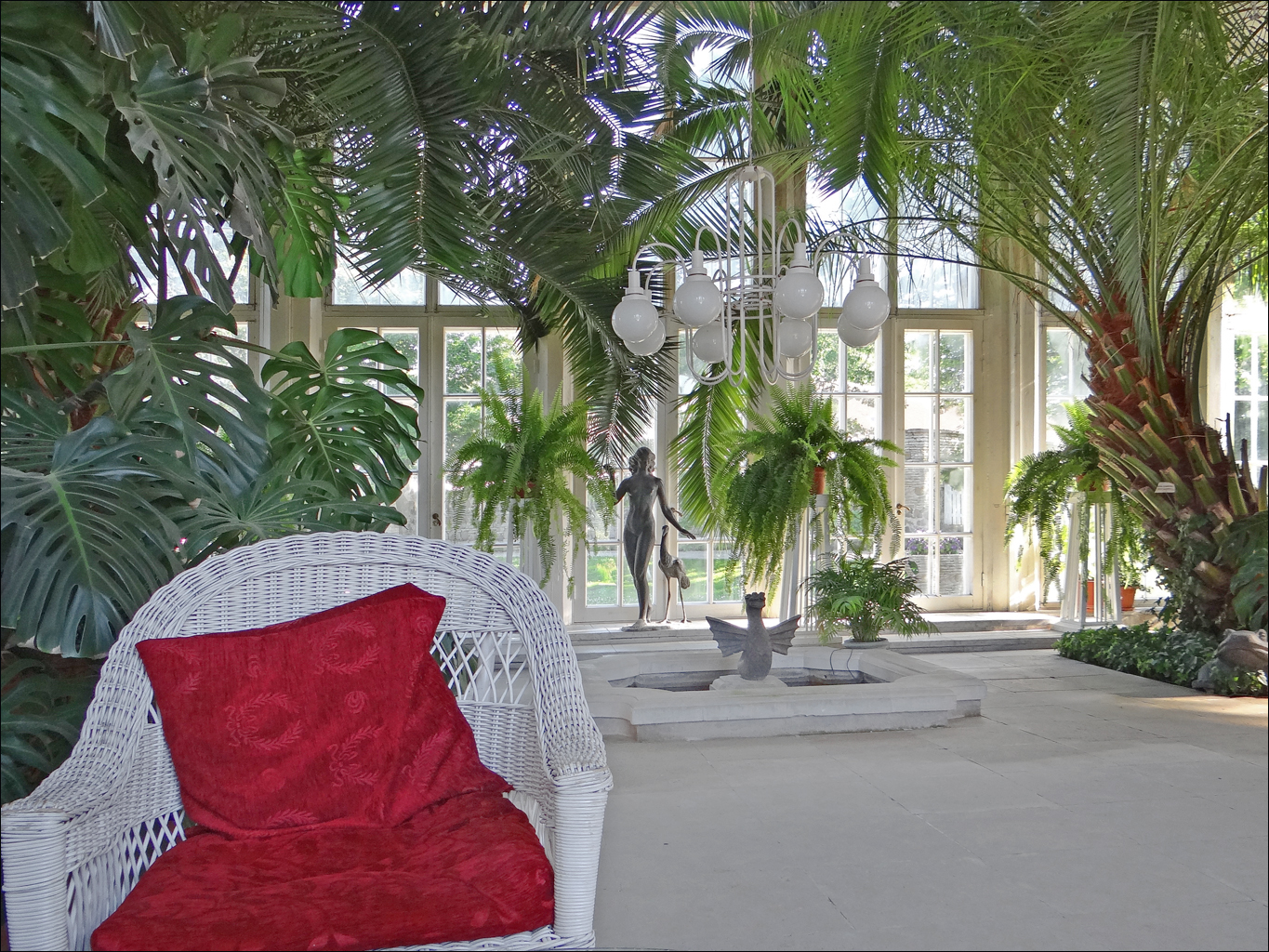
Wintergarten